# NZR-Klasse Q (1901)
Die 1901 gebauten Fahrzeuge der Klasse Q der Neuseeländischen Staatsbahn (New Zealand Government Railways, NZR) waren Schlepptender-Dampflokomotiven mit der Achsfolge 2'C1' (Pacific). Die Klassenbezeichnung Q war schon zuvor an eine Serie von 1'B2'-Tenderlokomotiven vergeben worden, die aber 1901 bereits ausgemustert war (siehe NZR-Klasse Q (1878)).
Die Lokomotiven gelten als möglicher Ursprung der Bezeichnung Pacific, weil sie aus den USA über den Pazifik geliefert wurden. Auch waren sie die ersten „echten“ Pacifics überhaupt, denn alle zuvor gebauten Maschinen mit dieser Achsfolge waren Versuchslokomotiven oder aus Gewichtsgründen um eine Laufachse ergänzte Ten-Wheeler (Achsfolge 2'C).
Der Entwurf der von Baldwin gebauten Lokomotiven stammte vom Chief Mechanical Engineer der NZR, A. L. Beattie. Grundlage der Konstruktion war die Forderung nach einer breiten Feuerbüchse, um Braunkohle minderer Qualität verbrennen zu können. Nur mit einer Nachlaufachse war es möglich, eine solche Feuerbüchse vollständig hinter den Kuppelrädern anzuordnen, während die Feuerbüchse der 2'C-Vorgängerklasse Ub zwischen die Treibräder gezwängt war.
Die Lokomotiven erwiesen sich sehr brauchbar, und die Bahn beschaffte in der Folge zahlreiche weitere Pacifics. Fast 34 % aller Dampflokomotiven der NZR waren schließlich von dieser Bauart, ein Wert, den keine andere Bahn erreicht hat. Die Klasse mit der höchsten Stückzahl wurde mit 141 Exemplaren die 1915 eingeführte Klasse Ab.
Die Lokomotiven der Klasse Q wurden zunächst vor Expresszügen auf den Strecken Auckland–Rotorua und Oamaru–Dunedin eingesetzt, bis sie dort wegen steigender Zuggewichte von schwereren Maschinen verdrängt wurden. Im Laufe ihrer Einsatzzeit erhielten sie neue Kessel, die denen der Klasse Ab entsprachen. Die Ausmusterung der zuletzt in den Regionen Otago und West Coast eingesetzten Lokomotiven begann 1941 und war 1957 abgeschlossen.
Kein Exemplar ist erhalten geblieben.